# Machaerium minutiflorum
Machaerium minutiflorum är en ärtväxtart som beskrevs av Louis René Tulasne. Machaerium minutiflorum ingår i släktet Machaerium och familjen ärtväxter. Inga underarter finns listade i Catalogue of Life.